# Ghiacciaio Holgate
Il ghiacciaio Holgate (Holgate Glacier in inglese) è un ghiacciaio situato nell'Alaska (Stati Uniti) nel Borough della Penisola di Kenai.

## Dati fisici
Il ghiacciaio, che ha un orientamento nord-ovest/sud-est, si trova nel Parco nazionale dei Fiordi di Kenai (Kenai Fjords National Park). Nasce nel gruppo montuoso dei Kenai (penisola di Kenai) e fa parte del campo di ghiaccio Harding. La fronte termina nel braccio di mare Holgate Arm (Baia di Holgate) che si apre sulla baia Aialik. Il ghiacciaio si trova a circa 100 km di navigazione dalla cittadina di Seward.
È lungo più o meno 13 km, largo al massimo due chilometro; la superficie totale è di 63 km².
Altri ghiacciai vicini al Holgate sono:
| Nome del ghiacciaio  | Quota alle coordinate indicate (m s.l.m.) | Coordinate             | Distanza e direzione dal ghiacciaio |
| -------------------- | ----------------------------------------- | ---------------------- | ----------------------------------- |
| Northwestern Glacier | 292                                       | 59°52′24″N 150°01′53″W | 4 km verso sud-est                  |
| Pedersen Glacier     | 194                                       | 59°54′26″N 149°51′15″W | 7 km verso est                      |
| Aialik Glacier       | 851                                       | 59°59′02″N 149°54′33″W | 12 km verso est                     |
| Bear Glacier         | 1.098                                     | 60°02′58″N 149°45′55″W | 24 km verso est                     |

## Storia
La prima mappatura del ghiacciaio risale al 1909 da parte dei geologi Grant e Higgins, ma da informazioni precedenti sembra che fino allora si sia ritirato di 1,5 km. Un altro periodo di ritiro si è avuto negli anni 1950 (altri 400 metri). Un'ulteriore ispezione del 2004 ha verificato un ritiro totale di 1 km dal 1909. Attualmente sembra che il ghiacciaio stia avanzando.
Il ghiacciaio prende il nome dall'omonimo braccio di mare Holgate Arm nominato nel 1911 dal geologo Grant della USGS (United States Geological Survey) in ricordo di Dr. T. F. Holgate, decano del collegio di Arti Liberali della Northwestern University e ben noto educatore.

## Alcune immagini

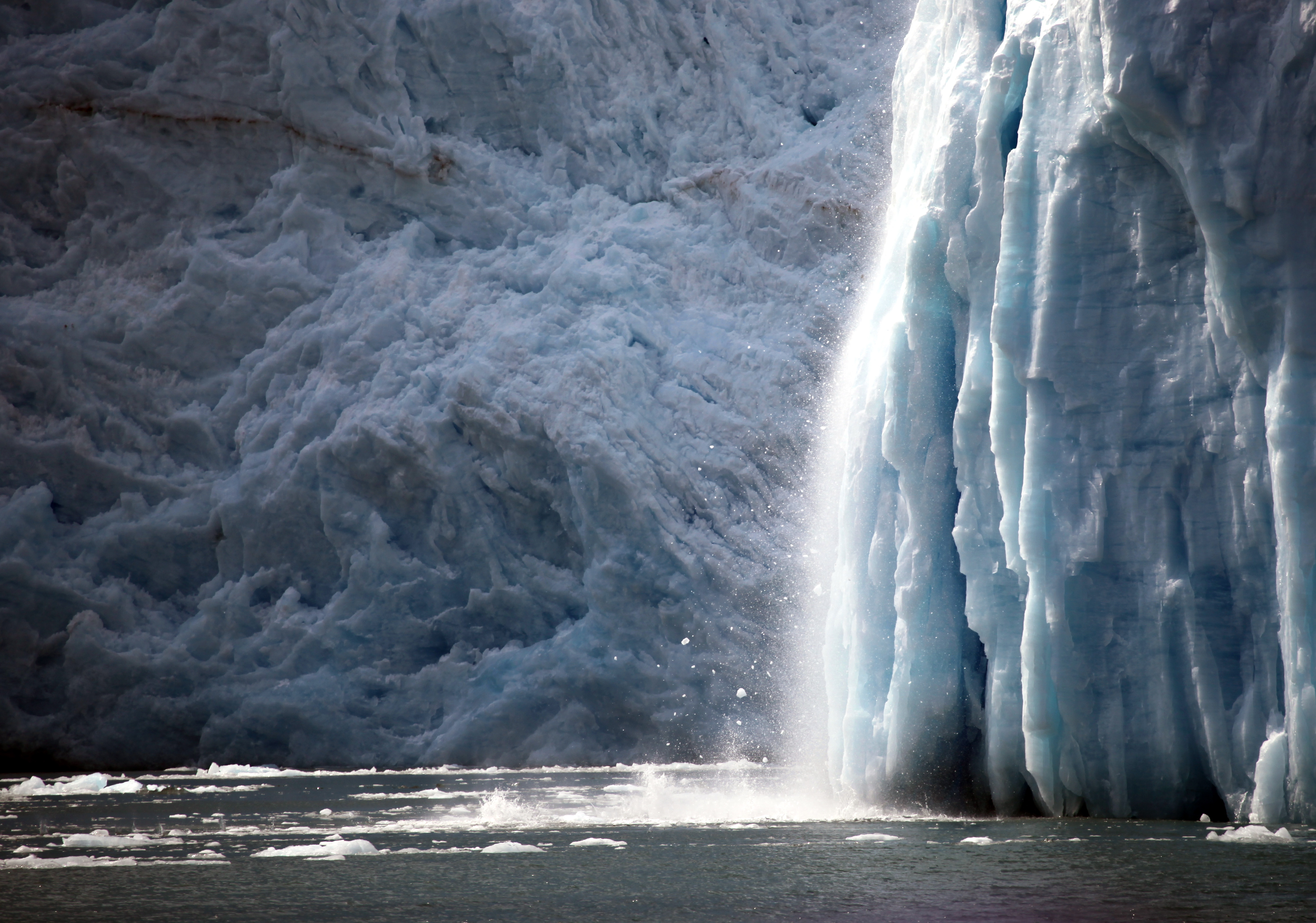
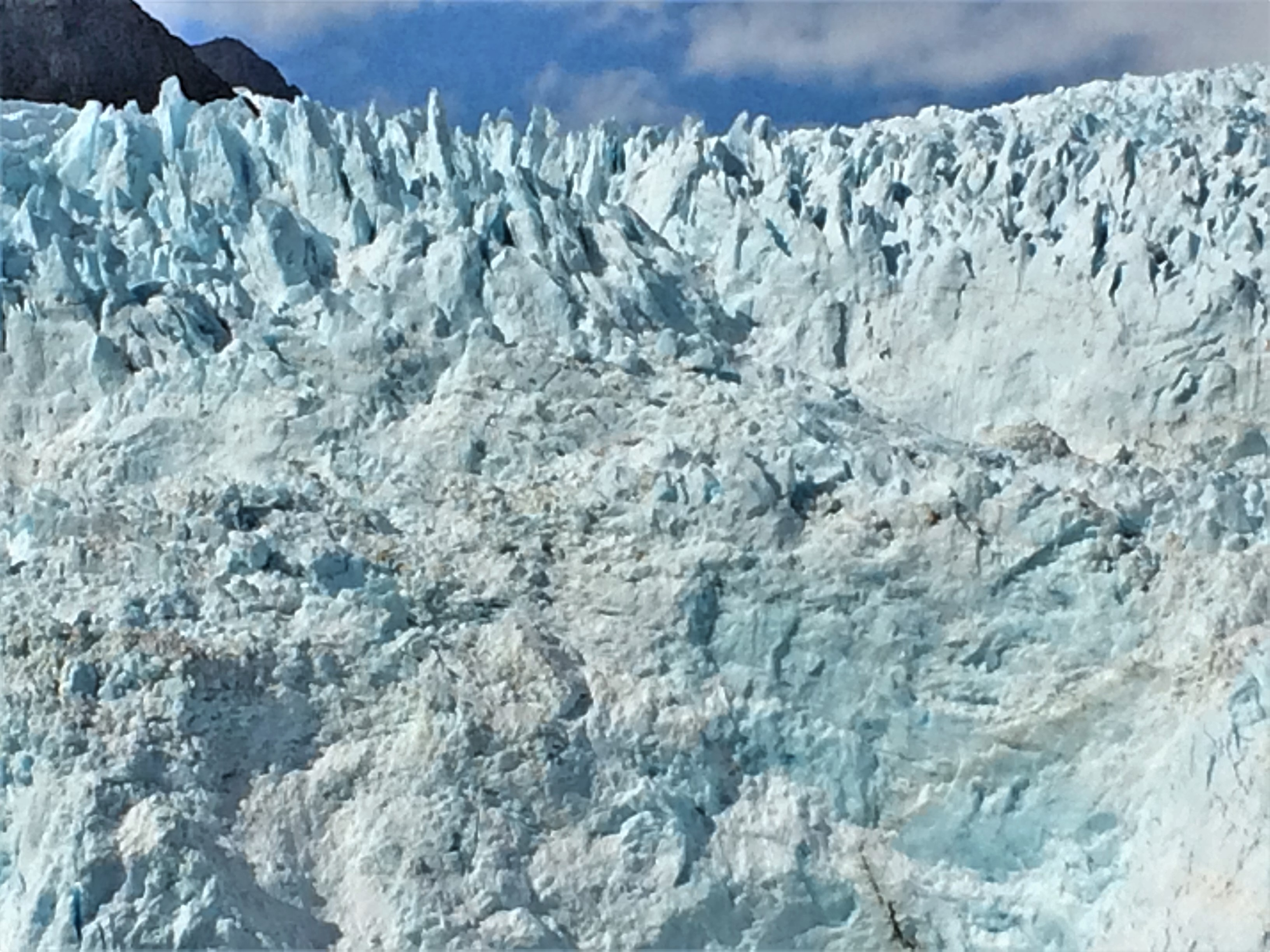
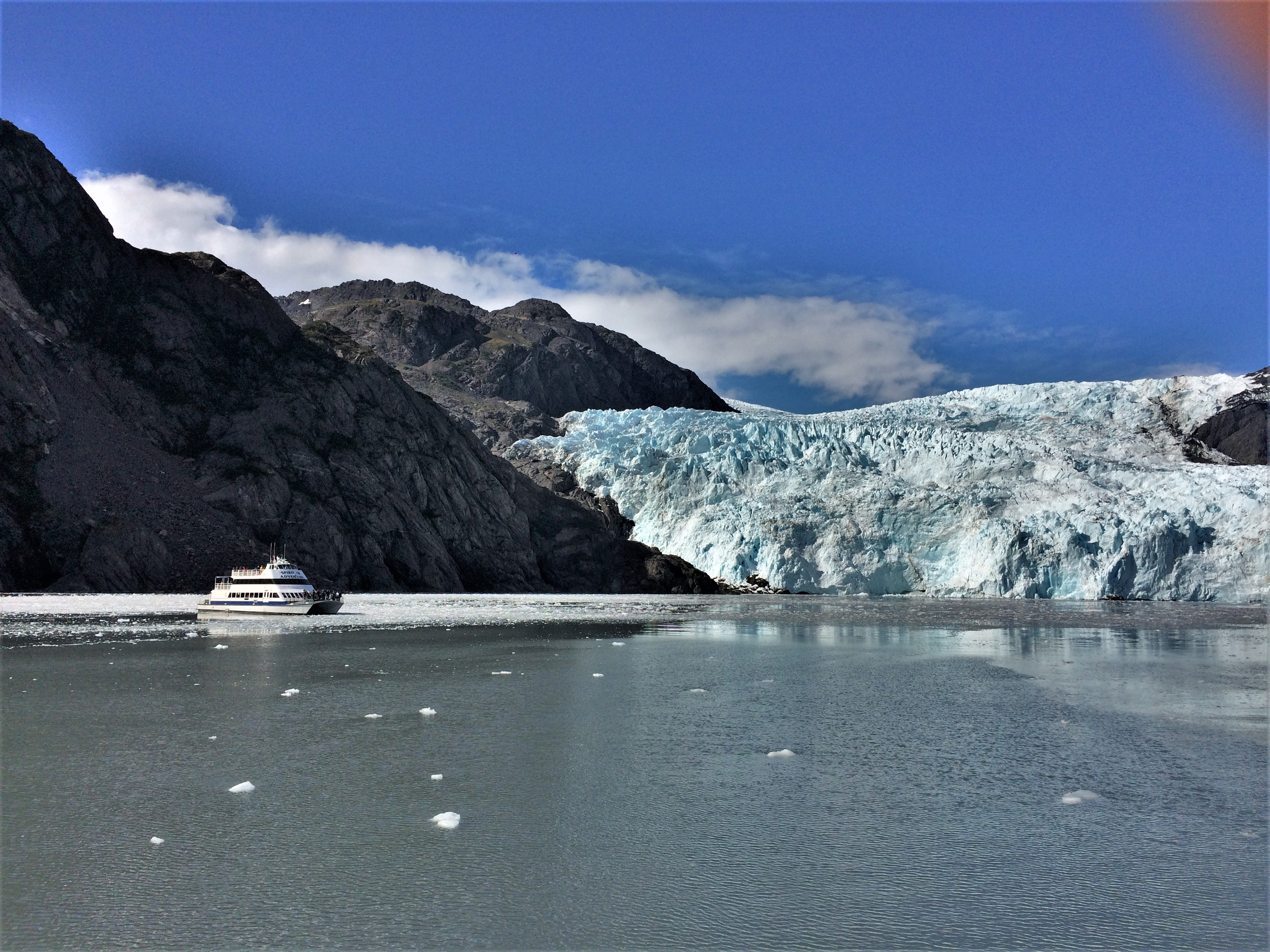
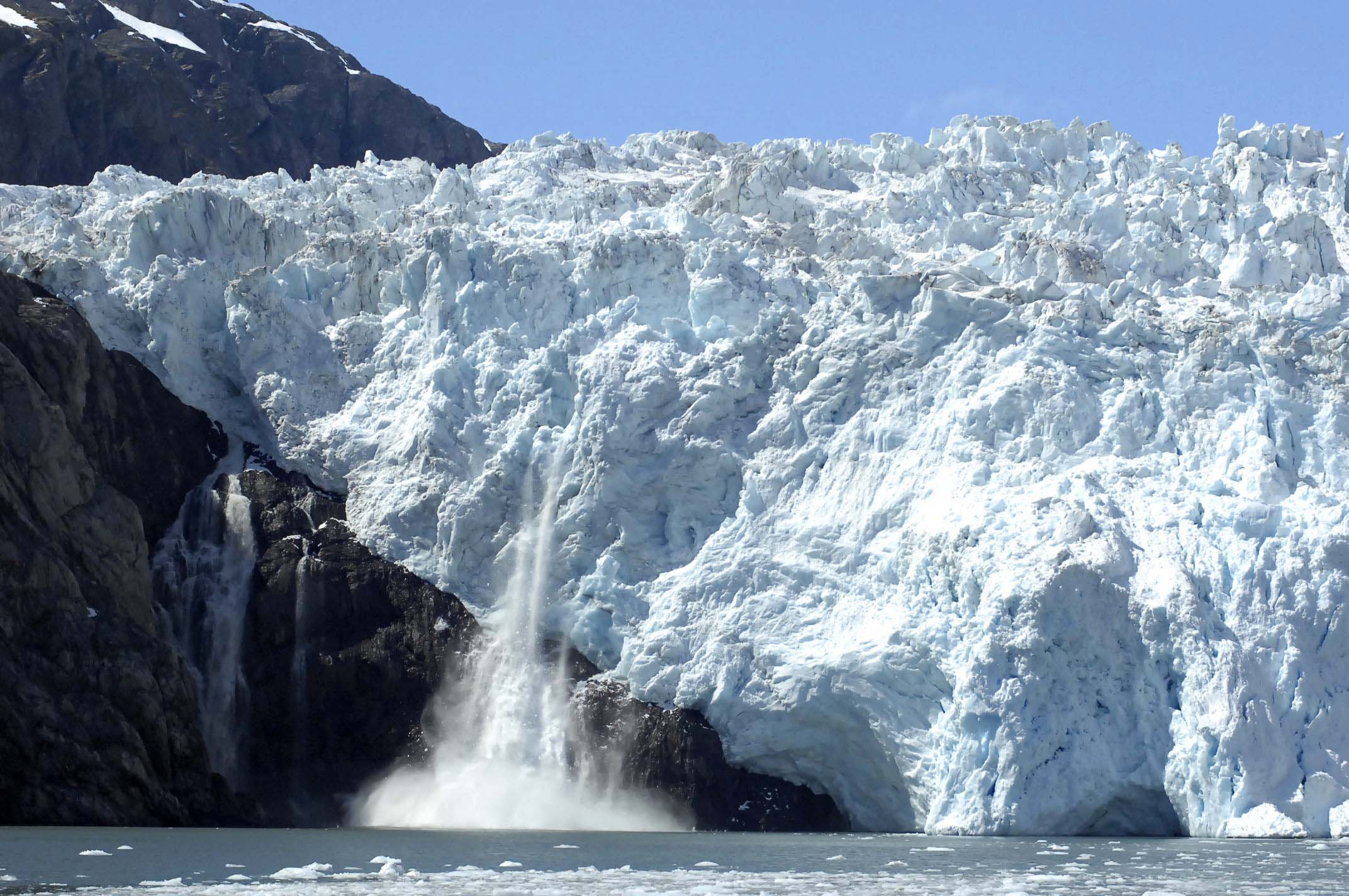

## Accessi e turismo
Il ghiacciaio è visibile solamente dal mare, ed è raggiungibile dalla cittadina di Seward (circa 100 km di navigazione).. Durante la stagione turistica sono programmate diverse escursioni via mare da Seward per visitare il ghiacciaio e quelli vicini.